# 네레아 바로스
네레아 바로스(Nerea Barros, 1981년 5월 12일 ~ )는 스페인의 배우이다.

## 출연 작품
- 굿 울프, 뷰티풀 위치 (2015)
- 살인의 늪 (2014)
- 밸류 오브 타임 (2013)